# جاك شيلتون (لاعب كرة قدم)
جاك شيلتون (بالإنجليزية: Jack Shelton)‏ هو لاعب كرة قدم بريطاني (وحمل سابقاً جنسية المملكة المتحدة لبريطانيا العظمى وأيرلندا) في مركز مهاجم داخلي، ولد في 1884 في ولفرهامبتن في المملكة المتحدة، وتوفي في 1 سبتمبر 1918. لعب مع بورت فايل ووولفرهامبتون واندررز.

## وصلات خارجية
- جاك شيلتون على موقع قاعدة بيانات كرة القدم.إي يو (الإنجليزية)